# Decreto de Canopo
O Decreto de Canopo é um documento bilingue do Egito ptolemaico, inscrito em grego antigo, egípcio hieroglífico e egípcio demótico. Datado de 7 de março de 238 a.C , durante o reinado do faraó Ptolomeu III Evérgetea, ele foi inscrito em uma estela de pedra calcária, que é parte do acervo do Museu do Cairo (n° 22186). Ela é considerada por especialistas como fundamental para a decifração da escrita hieroglífica do egípcio antigo, sendo eclipsada apenas pela Pedra de Roseta.

## Descrição
A parte superior da estela tem 37 linhas de hieróglifos, na metade inferior 76 linhas de escrita grega antiga, e no lado direito ficava a versão demótica. O Decreto trata de impor a reforma do calendário egípcio, introduzindo os anos bissextos; revela que a Sirius, ou seja Ísis, a deusa cujo dia se celebrava no princípio do ano civil, mudava de posição na proporção de um dia a cada quatro anos, pelo que se considerava pertinente intercalar um dia a cada quatro anos no calendário; mas os preconceitos dos sacerdotes de várias regiões egípcias fizeram fracassar a reforma. Este calendário foi imitado por Júlio César dois séculos depois, com ajuda de Sosígenes, que era de Alexandria, criando o calendário copta.
Uma expedição científica alemã de 1866, da qual fazia parte Karl Richard Lepsius, descobriu nas proximidades de Tânis a lousa de pedra que contém o Decreto de Canopo. Com sua descoberta, Lepsius pôde confirmar a precisão do sistema proposto por Champollion para traduzir a linguagem hieroglífica. Gaston Maspero achou, quinze anos depois, outra lousa inscrita com uma cópia desta tripla versão.